# Down in the Dumps
Down in the Dumps (deutsch Tief unten) ist ein niederländischer Animationsfilm für Kinder unter der Regie von Vera van Wolferen aus dem Jahr 2025. Der Film feierte im Februar 2025 auf der Berlinale seine Weltpremiere in der Sektion Berlinale Generation Kplus und erhielt dort eine Lobende Erwähnung der Kinderjury bei der Auswahl für den Gläsernen Bären.

## Handlung
Cinelli ist eine perfektionistische Marienkäferin. Ihr Nachbar Peri ist neidisch auf Cinellis prächtige rote Deckflügel und stiehlt sie. Das treibt Cinelli in eine Depression. Peri erlebt, dass Deckflügel auch zur Bürde werden können und dass Cinelli kein so leichtes Leben hatte, wie er zunächst dachte. Cinelli entwickelt sich weiter, stellt sich Fragen über ihr Leben und es wird ihr klar, dass ihr wahrer Wert nicht in ihrem Aussehen liegt.

## Produktion

### Filmstab
Regie führte Vera van Wolferen, das Drehbuch stammt von Britt Snel. Die Kameraführung lag in den Händen von Marc de Meijer, die Musik komponierte Manna Horsting.
In wichtigen Rollen sind die Stimmen von Yootha Wong-Loi Sing (Cinelli), Alex Klaasen (Peri) und Manoushka Zeegelaar Breeveld (Obian) zu hören.

### Produktion und Förderungen
Produziert wurde der Film von Chris Stenger und Floor Onrust. Die Produktionsfirma war Family Affair Films.

### Dreharbeiten und Veröffentlichung
Der Film feierte im Februar 2025 auf der Berlinale seine Weltpremiere in der Sektion Berlinale Generation Kplus.

## Auszeichnungen und Nominierungen
- 2025: Internationale Filmfestspiele Berlin: Lobende Erwähnung der Kinderjury bei der Auswahl für den Gläsernen Bären für den besten Kurzfilm in der Kategorie Kplus[4]